# Kensleylana briani
Kensleylana briani is een pissebed uit de familie Cirolanidae. De wetenschappelijke naam van de soort is voor het eerst geldig gepubliceerd in 2005 door Bruce & Herrando-Perez.